# Az időjós
Az időjós (eredeti cím: The Weather Man) egy 2005-ös amerikai dráma-vígjáték, amelyet Gore Verbinski rendezett, Steve Conrad írt, a főszerepben Nicolas Cage, a mellékszerepekben pedig Michael Caine és Hope Davis látható. A történet egy meteorológus hétköznapi életét mutatja be, aki a karrierjében sikeres, de a magánéletében kudarcot kudarcra halmoz.

## Cselekmény
|  | Alább a cselekmény részletei következnek! |

David Spritz (Nicolas Cage), a chicagói meteorológus karrierje csúcsán van. Napi két óra munkáért hat számjegyű fizetést kap, és egyike annak a húsz jelöltnek, aki az országos időjárás-előrejelzés műsorvezetője lehet. Ám az élet kudarcai még David legnagyobb sikereit is beárnyékolják. Elvált a feleségétől, egyre ritkábban látja a gyerekeit, és még az apja (Michael Caine) is kezd eltávolodni tőle. David elhatározza, hogy változtat az életén.
|  | Itt a vége a cselekmény részletezésének! |

## Szereposztás
| Színész             | Szerep          | Magyar hangja     |
| ------------------- | --------------- | ----------------- |
| Nicolas Cage        | David Spritz    | Józsa Imre        |
| Michael Caine       | Robert Spritzel | Fülöp Zsigmond    |
| Hope Davis          | Noreen          | Farkasinszky Edit |
| Gemmenne de la Peña | Shelly          | Kántor Kitty      |
| Nicholas Hoult      | Mike            | Baradlay Viktor   |
| Michael Rispoli     | Russ            | Szűcs Sándor      |
| Gil Bellows         | Don             | Holl Nándor       |

## Forgatás
A forgatás 2004. február 23. és 2004. májusa között zajlott Chicagoban, New Yorkban, Skokieban és az Illinois Államban található Evanstonban.

## Kritikai visszhang
A Rotten Tomatoes-on 137 kritikus értékelése alapján a film 60%-os tetszést aratott. 137 kritikusból 55 negatívan értékelte a filmet és 82 kritikus volt jó véleménnyel a filmről.

## Bevétel
A film a nyitóhétvégén 4,2 millió dollárt hozott az Egyesült Államokban és Kanadában 1510 moziban, és ez csupán a hatodik helyre volt elég. Az időjóst maga mögé utasította a szintén debütáló Fűrész II., a Zorro legendája és a Első a szerelem című filmek, valamint a második hete műsoron lévő Az álmodó és a negyedik hete műsoron lévő Wallace és Gromit és az elvetemült veteménylény című filmek. Az időjós 12,5 millió dolláros bevételt ért el az USA-ban és 6,6 millió dollárt nemzetközileg, ami világszerte nagyjából 19,1 millió dolláros összbevételt jelentett.

## Fordítás
- Ez a szócikk részben vagy egészben  a   The Weather Man című angol Wikipédia-szócikk fordításán alapul.  Az eredeti cikk szerkesztőit annak laptörténete sorolja fel. Ez a jelzés csupán a megfogalmazás eredetét és a szerzői jogokat jelzi, nem szolgál a cikkben szereplő információk forrásmegjelöléseként.